# X (album Roberta Gawlińskiego)
X – trzeci solowy album Roberta Gawlińskiego, wydany w 1998 roku nakładem wytwórni Starling S.A.

## Lista utworów
Źródło:.
1. „Długi spacer” – 4:00
2. „Na wietrze” – 4:11
3. „Miasto we śnie” – 3:53
4. „Na wyspie” – 3:47
5. „Śpiące serce” – 3:28
6. „Czy czujesz czasem...” – 3:08
7. „Pastylki” – 2:44
8. „Pastylki 2” – 4:21
9. „Cygański” – 5:26
10. „Na dobre i na złe” – 4:24
11. „Tacy jak ja (Smolik mix)” – 5:11
12. „Smutne liście (Smolik mix)” – 3:40

## Single
- „Na wyspie”[4]
- „Długi spacer”[5]
- „Miasto we śnie”[6]
- „Czy czujesz czasem co czuję ja”[7]

## Twórcy
Źródło:.
- Robert Gawliński – śpiew, gitara
- Robert Sadowski – gitara
- Andrzej Smolik – instrumenty klawiszowe
- Radosław Łuka – gitara basowa
- Dariusz Plichta – puzon
- Antoni Gralak – trąbka
- Marek Czapelski – instrumenty perkusyjne
- Magdalena Steczkowska – śpiew